# Francisco Candel
Francisco Candel Tortajada, también conocido como Paco Candel (Casas Altas, Rincón de Ademuz, Valencia; 31 de mayo de 1925-Barcelona, 23 de noviembre de 2007), fue un novelista y periodista español.

## Biografía
Su familia se trasladó a vivir a Barcelona cuando él era aún un niño. Los primeros años, la familia Candel los vivió en una de las múltiples barracas que ocupaban la montaña de Montjuïc. Estudió hasta los catorce años, edad en la que empezó a trabajar. Su obra literaria está en su mayor parte dedicada a la ola migratoria hacia el área metropolitana de Barcelona que se produjo a mediados del siglo XX. La obra que le lanzó a la fama fue Els altres catalans, un estudio periodístico y sociológico sobre los inmigrantes que influyeron en las decisiones finales de la Asamblea de Cataluña de 1971.
Autor de diversas novelas, cuentos y libros de ensayo, así como de artículos y reportajes. Colaboró con diversos periódicos y revistas como Tele/eXpres, Serra d'Or o el periódico Avui. En 1977, afiliado al Partido Socialista Unificado de Cataluña (PSUC), fue elegido senador por la demarcación de Barcelona bajo la candidatura de Acuerdo de los Catalanes. En 1979 fue elegido concejal del ayuntamiento de Hospitalet de Llobregat por el PSUC, encargándose del departamento de cultura.
Francisco Candel era primo hermano del pintor Juan Genovés (Valencia, 1930- Madrid, 2020): la madre de Juan Genovés (María Candel Muñoz) y el padre de Francisco Candel (Pedro Candel Muñoz) eran hermanos, ambos naturales de Casas Altas (Valencia). Juan Genovés hizo la portada del primer libro de su primo, Hay una juventud que aguarda (1956).

## Obras seleccionadas
Libros en castellano y en catalán
Novelas
- 1956: Hay una juventud que aguarda
- 1957: Donde la ciudad cambia su nombre
- 1959: Han matado un hombre, han roto el paisaje
- 1960: Temperamentales
- 1961: Los importantes: Pueblo
- 1962: Los importantes: Élite
- 1964: ¡Dios, la que se armó!
- 1970: Brisa del Cerro (escrita en 1952)
- 1971: Historia de una parroquia. Los avanguardistas y la guerra
- 1973: Diario para los que creen en la gente
- 1977: Barrio
- 1982: Hemos sido traicionados
- 1994: Un Ayuntamiento llamado Ellos
- 2000: El sant de la mare Margarida / El santo de la madre Margarita (2004)

Narrativa corta
- 1959: ¡Échate un pulso, Hemingway!
- 1965: Richard (novela corta)
- 1965: El empleo
- 1967: Una nueva terra (cuento infantil)
- 1968: Los hombres de la mala uva
- 1968: Trenta mil pessetes per un home / Treinta mil pesetas por un hombre (1969)
- 1970: Hoy empiezo a trabajar (cuento infantil)
- 1973: El perro que nunca existió y el anciano padre que tampoco
- 1984: Fem un pols, Hemingway!
- 1987: El juramento y otros relatos
- 1999: Petit món

Artículos y conferencias
- 1966: La carne en el asador
- 1967: Parlem-ne
- 1969: Novela social
- 1970: Fruit d'una necessitat
- 1972: Inmigrantes y trabajadores
- 1972: Apuntes para una sociología del barrio
- 1976: Crónicas de marginados

Reportajes, ensayos, crónicas, relatos de viajes
- 1964: Els altres catalans / Los otros catalanes (1965)
- 1968: Viaje al Rincón de Ademuz [3]

- 1971: Los que nunca opinan
- 1972: Ser obrero no es ninguna ganga
- 1973: Encara més sobre els altres catalans / Algo más sobre los otros catalanes
- 1974: Carta abierta a un empresario
- 1975: A cuestas con mis personajes
- 1979: Un charnego en el senado
- 1981: El Candel contra Candel
- 1985: Els altres catalans vint anys després / Los otros catalanes veinte años después (1986)
- 1988: La nova pobresa / La nueva pobreza (1989)
- 1992: Crònica informal, sentimental i incompleta (1936-1986)
- 1993: Els que no poden seguir
- 2001: Els altres catalans del segle XXI
- 2003: Patatas calientes

Teatro, biografías y memorias
- 1964: Sala de espera (teatro)
- 1964: Richard (teatro)
- 1987: Joan Marti (biografía)
- 1988: Ferrán Soriano (biografía)
- 1996: Memòries d'un burgès i d'un proletari
- 1997: Les meves escoles
- 2006: Primera historia, primera memoria / Primera història, primera memòria

### Novelas traducidas
- Alemán: Dor wo die Stadt ihren Namen verliert, Frankfurt, Fischer Verlag, 1959 (Donde la ciudad cambia su nombre, trad: Annelies von Benda)
- Francés: Le christ noir, Paris, Albin,1964, (Han matado a un hombre, han roto un paisaje, trad: B. Sesé et J. Viet)
- Flamenco: Mensen aan de Stadsrand, Brussel, D.A.P. Reinaert Uitgaven, 1964 (Donde la ciudad cambia su nombre)
- Flamenco: Herrie aan de Stadsrand, Brussel, D.A.P. Reinaert Uigaven, 1966 (¡Dios, la que se armó!)

### Primera edición en texto íntegro
En su libro A cuestas con mis personajes (1975), Francisco Candel realizó una «Anatomía forense de toda [su] producción literaria hasta la fecha», en la cual dio cuenta de las numerosas dificultades que tuvo con la censura del Franquismo. Fue uno de los autores más censurados del franquismo según Manuel Abellán.
Los libros siguientes fueron publicados en texto íntegro después de la muerte de Franco:
- 1976: Ser obrero no es ninguna ganga, Editorial Laia
- 1977: Algo más sobre los otros catalanes, Luis de Caralt
- 1984: Han matado a un hombre, han roto un paisaje, Plaza y Janes
- 1991: Donde la ciudad cambia su nombre, Ediciones B
- 2008: Els altres catalans, Edicions 62

## Premios y honores
- 1983: Premio Cruz de San Jorge
- 1997: Premio de ensayo Fundació Ramón Trías Fargas, por el ensayo «Les meves escoles»[5]
- 1997: Premio Comunicación y Bienestar Social del Ayuntamiento de Barcelona
- 2000: Premio Ciudad de L'Hospitalet
- 2003: Medalla de Oro de la Generalidad de Cataluña
- 2004: Medalla de honor de la ciudad de Barcelona

Premios que llevan el nombre de Candel
- Certamen Literari Francesc Candel, Biblioteca Francesc Candel, Barcelona (desde 1992)
- Premis Francesc Candel: Fundació Lluís Carulla con el apoyo de la Direcció General d'Immigració de la Generalitat de Catalunya (desde 2004)[6]
- Memorial Francesc Candel, Fundació Paco Candel (desde 2009)[7]

## Galería

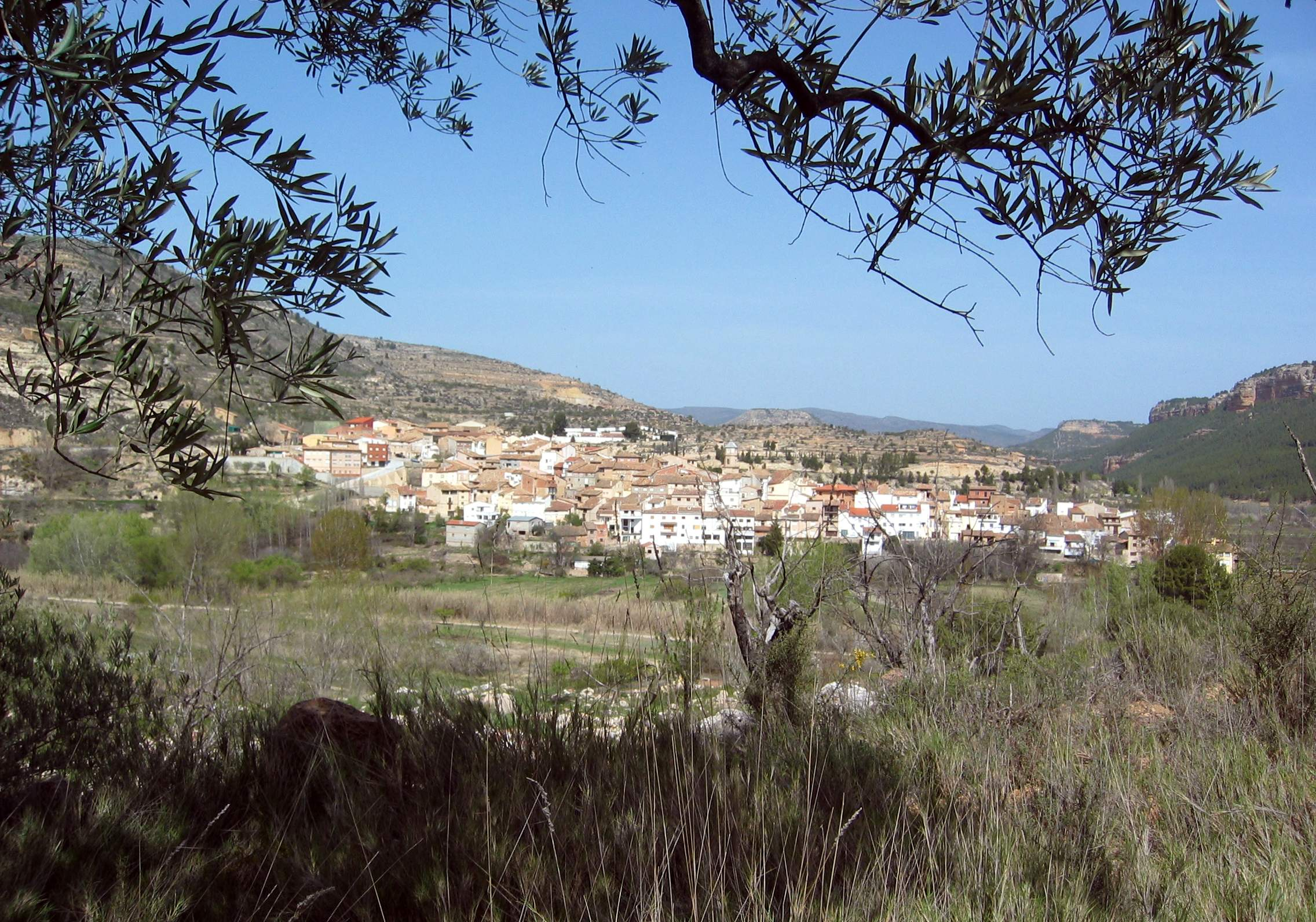
Vista meridional de Casas Altas (Valencia), pueblo natal de Francisco Candel.
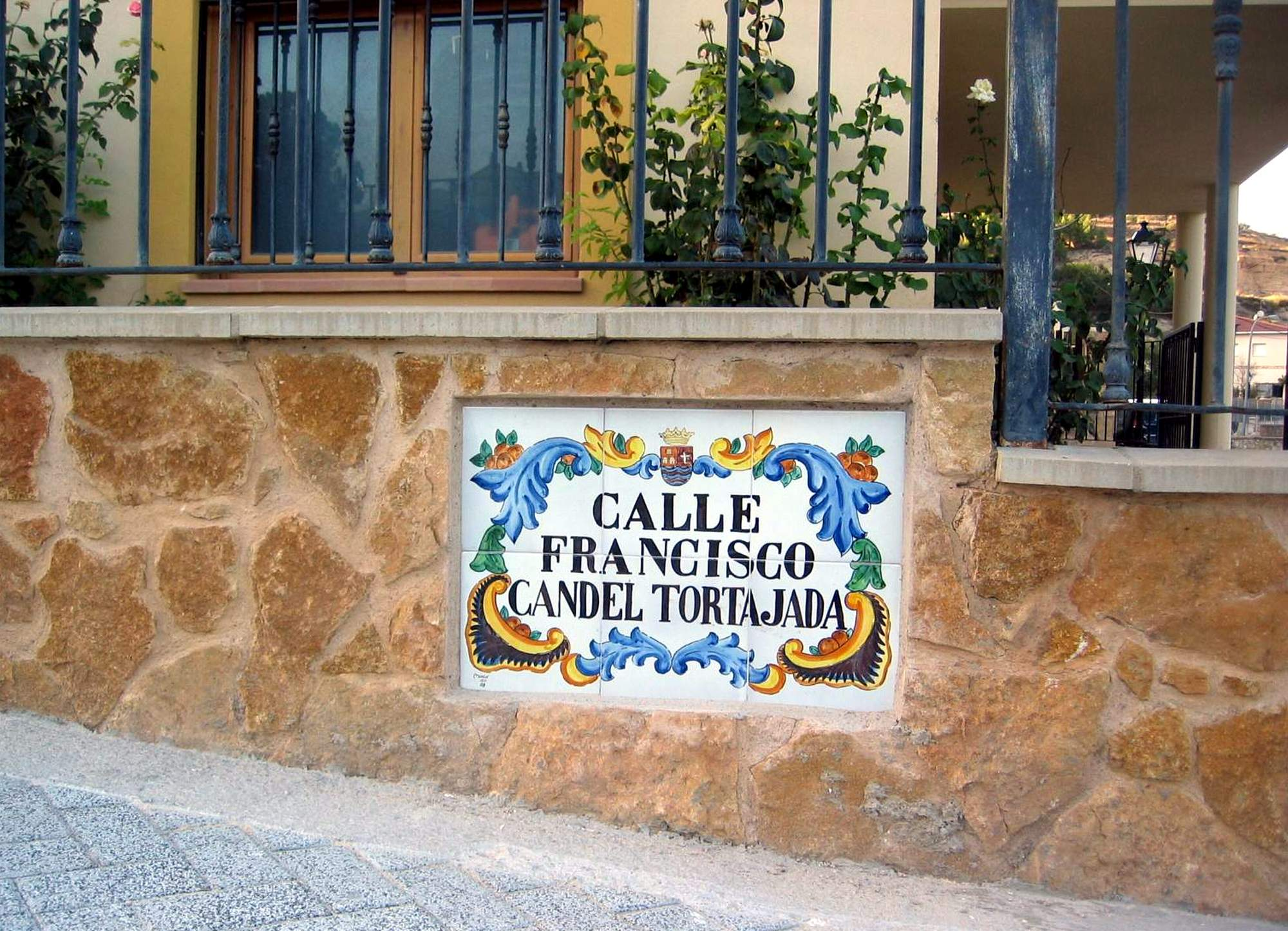
Detalle de placa en la calle Francisco Candel Tortajada en Casas Altas(Valencia).
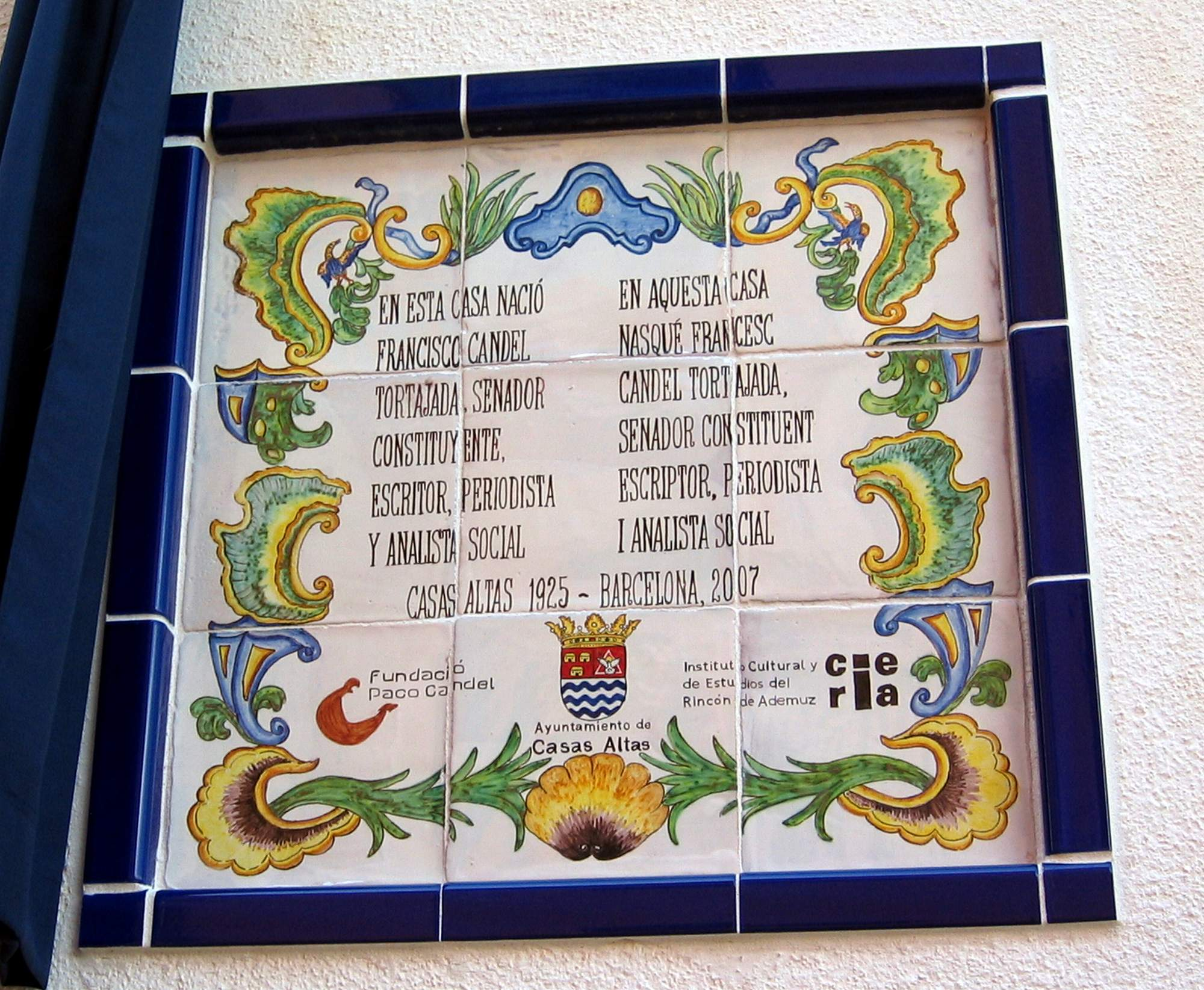
Detalle de la placa en homenaje a Francisco Candel Tortajada en su casa natal de Casas Altas (Valencia).